# Stéphane Richer (Eishockeyspieler, April 1966)
Stéphane Jean-Gilles Richer (* 28. April 1966 in Hull, Québec) ist ein ehemaliger kanadischer Eishockeyspieler (Verteidiger) und derzeitiger -trainer, der während seiner aktiven Karriere unter anderem von 1992 bis 1995 für die Tampa Bay Lightning, Boston Bruins und Florida Panthers in der National Hockey League spielte. Seit Mai 2017 ist er Sportdirektor bei den Eisbären Berlin.

## Karriere
Nach einigen Jahren in seiner Heimat bei den Hull Olympiques in der Québec Major Junior Hockey League absolvierte Richer seine ersten Profijahre in der American Hockey League und International Hockey League. Von 1992 bis 1995 spielte er in der National Hockey League. Seine Vereine waren die Boston Bruins, Florida Panthers und Tampa Bay Lightning. Er kam auf insgesamt 27 NHL Einsätze, Richer konnte sich dort aber nie durchsetzen und spielte vorwiegend in den Minor Leagues. In der Saison 1994/95 wechselte der Kanadier zu den Adler Mannheim und spielte dort bis 2002. Mit ihnen wurde er 1997, 1998, 1999 und 2001 deutscher Meister. Die Saison 2002/03 verbrachte der Verteidiger bei den Frankfurt Lions. Am Ende dieser Saison musste er seine Karriere als Spieler aufgrund einer schweren Knieverletzung beenden.

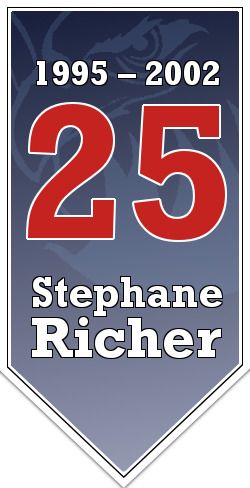
Banner mit der gesperrten #25 in der SAP-Arena

Die Rückennummer 25, die Richer während seiner Laufbahn in Mannheim getragen hatte, wird von den Adler Mannheim nicht mehr vergeben. Zur Eröffnung der SAP-Arena im Jahr 2005 wurde sein Trikot symbolisch unter das Hallendach gehängt. Die Adler Mannheim ehrten damit Richer besonders für die herausragenden Erfolge, die er mit der Mannschaft errang, sowie für seinen großen kämpferischen Einsatz im Trikot der Adler. Er gehört damit neben Harold Kreis, Marcus Kuhl und René Corbet zu den Mannheimer Spielern, deren Trikotnummern in Mannheim nicht mehr vergeben werden.
In der Saison 2003/04 arbeitete er als Co-Trainer unter Rich Chernomaz bei den Frankfurt Lions und wurde am Ende der Saison mit diesen deutscher Meister. Während der Saison 2004/05 wechselte er zunächst als Co-Trainer zu den Adler Mannheim. Nach dem Rücktritt von Helmut de Raaf übernahm Stéphane Richer die Position des Cheftrainers. Unter seiner Leitung erreichte die Mannschaft die Finalserie gegen die Eisbären Berlin, die jedoch verloren ging. Im Dezember 2005 wurde er von Greg Poss als Trainer in Mannheim abgelöst. Ab Januar 2006 war er für die Kassel Huskies verantwortlich. In der Saison 2006/07 gelang dem Kanadier die Vizemeisterschaft in der 2. Eishockey-Bundesliga. In der Saison 2007/08 erreichte er mit den Kassel Huskies den Wiederaufstieg in die DEL. Sein Vertrag in Kassel war bis ins Jahr 2010 für die 2. Eishockey-Bundesliga und die DEL gültig.
Zur Saison 2010/11 wechselte Richer als Trainer und Sportdirektor zum Ligakonkurrenten Hamburg Freezers. Im Dezember 2010 gab er das Traineramt auf, um sich besser auf seine Tätigkeit als Sportdirektor konzentrieren zu können, wirkte in der Folge aber in Doppelfunktion als Sportdirektor und Assistenztrainer. 2014 wurde ihm die Auszeichnung „DEL Manager des Jahres“ verliehen. Im September 2015 erhielt Richer in Hamburg eine Vertragsverlängerung bis 2019, im Anschluss an die Saison 2015/16 gab er seinen Posten als Co-Trainer ab, um fortan nur noch das Amt des Sportdirektors auszuüben. Im Mai 2016 gab der Eigentümer der Freezers, die Anschutz Entertainment Group, bekannt, auf eine DEL-Lizenz für die Saison 2016/17 zu verzichten. Richer und alle weiteren Freezers-Mitarbeiter wurden damit arbeitslos.
Richer war nach seiner Freezers-Zeit als Europa-Scout für die Los Angeles Kings und als Nachwuchskoordinator beim Oberligisten Crocodile Hamburg tätig. Ende Januar 2017 wechselte er als Assistent von Uwe Krupp in den Trainerstab der Eisbären Berlin, im Mai 2017 wurde er von den Hauptstädtern zum Sportdirektor befördert. Am 19. Dezember 2018 wurde Richer nach der Entlassung von Clément Jodoin Cheftrainer der Eisbären. Nach der Saison 2018/19 verpflichtete Richer Serge Aubin als Cheftrainer und amtete weiter als Sportdirektor.

## Erfolge und Auszeichnungen
| - 1985 QMJHL Third All-Star Team - 1992 AHL Second All-Star Team - 1994 IHL Second All-Star Team - 1995 IHL Second All-Star Team - 1997 Deutscher Meister mit den Adler Mannheim | - 1998 Deutscher Meister mit den Adler Mannheim - 1999 Deutscher Meister mit den Adler Mannheim - 2001 Deutscher Meister mit den Adler Mannheim - 2002 Teilnahme am DEL All-Star Game |